# Mohammad Reza Khanzadeh
Mohammad Reza Khanzadeh (Teheran, 11 mei 1991) is een Iraans voetballer die doorgaans speelt als centrale verdediger. In februari 2024 verliet hij Sanat Naft. Khanzadeh maakte in 2012 zijn debuut in het Iraans voetbalelftal.

## Clubcarrière
Khanzadeh brak bij Rah Ahan door onder leiding van coach Ali Daei nadat hij daar de jeugdopleiding had doorlopen. Op 2 juni 2012 verkaste de vleugelverdediger naar Persepolis, waar hij een driejarige verbintenis ondertekende. Aan het einde van 2013 kwam de verdediger in de clinch met zijn club, omdat hij zijn salaris niet ontving. Hierop werd hij begin 2014 voor een half jaar verhuurd aan Zob Ahan, waar hij vijftien competitieduels voor speelde. Na zijn terugkeer speelde Khanzadeh nog een jaartje bij Persepolis, maar hierop vertrok hij naar Foolad. Een jaar later verkaste hij naar Siah Jamegan. Daar bleef Khanzadeh ook maar één seizoen, voor hij naar Padideh vertrok. Medio 2018 werd Al-Ahli de nieuwe werkgever van de centrumverdediger. Khanzadeh vertrok een jaar later naar Tractor. Na een jaartje bij Gol Gohar zat hij even zonder club, tot Bashundhara Kings hem aantrok. Medio 2023 keerde hij bij Malavan terug in Iran, om in oktober naar Sanat Naft te verkassen.

## Clubstatistieken
| Seizoen | Club              | Competitie      | Competitie | Competitie | Beker | Beker | Internationaal | Internationaal | Totaal | Totaal |
| Seizoen | Club              | Competitie      | Wed.       | Dlp.       | Wed.  | Dlp.  | Wed.           | Dlp.           | Wed.   | Dlp.   |
| ------- | ----------------- | --------------- | ---------- | ---------- | ----- | ----- | -------------- | -------------- | ------ | ------ |
| 2011/12 | Rah Ahan          | Iran Pro League | 9          | 0          | 0     | 0     | —              | —              | 9      | 0      |
| 2012/13 | Persepolis        | Iran Pro League | 12         | 0          | 2     | 0     | —              | —              | 14     | 0      |
| 2013/14 | Persepolis        | Iran Pro League | 4          | 0          | 0     | 0     | —              | —              | 4      | 0      |
| 2013/14 | → Zob Ahan        | Iran Pro League | 15         | 0          | 1     | 0     | —              | —              | 16     | 0      |
| 2014/15 | Persepolis        | Iran Pro League | 17         | 0          | 3     | 0     | 3              | 0              | 23     | 0      |
| 2015/16 | Foolad            | Iran Pro League | 11         | 0          | 1     | 0     | —              | —              | 12     | 0      |
| 2016/17 | Siah Jamegan      | Iran Pro League | 20         | 1          | 0     | 0     | —              | —              | 20     | 1      |
| 2017/18 | Padideh           | Iran Pro League | 25         | 4          | 0     | 0     | —              | —              | 25     | 4      |
| 2018/19 | Al-Ahli           | Stars League    | 13         | 0          | 2     | 0     | —              | —              | 15     | 0      |
| 2019/20 | Tractor           | Iran Pro League | 27         | 0          | 0     | 0     | —              | —              | 27     | 0      |
| 2020/21 | Tractor           | Iran Pro League | 12         | 1          | 1     | 0     | 6              | 0              | 19     | 1      |
| 2021/22 | Gol Gohar         | Iran Pro League | 12         | 0          | 0     | 0     | —              | —              | 12     | 0      |
| 2022/23 | Bashundhara Kings | Premier League  | 10         | 0          | 0     | 0     | —              | —              | 10     | 0      |
| 2023/24 | Malavan           | Iran Pro League | 1          | 0          | 0     | 0     | —              | —              | 1      | 0      |
| 2023/24 | Sanat Naft        | Iran Pro League | 5          | 0          | 0     | 0     | —              | —              | 5      | 0      |
| Totaal  | Totaal            | Totaal          | 193        | 6          | 10    | 0     | 9              | 0              | 212    | 6      |

Bijgewerkt op 20 augustus 2024.

## Interlandcarrière
Khanzadeh maakte zijn debuut in het Iraans voetbalelftal op 9 december 2012. Op die dag werd een WAFF Championshipduel tegen Jemen met 2–1 gewonnen. De verdediger mocht van bondscoach Carlos Queiroz in de basis beginnen en hij speelde het gehele duel mee. Op 14 mei 2014 werd bekendgemaakt dat Khanzadeh onderdeel uitmaakt van de Iraanse voorselectie voor het WK 2014 in Brazilië. In mei 2018 werd Ghoddos door Queiroz opgenomen in de selectie van Iran voor het WK voetbal in Rusland. Net als in 2014 kwam de verdediger op het eindtoernooi niet in actie.
| Interlands van Mohammad Reza Khanzadeh voor Iran | Interlands van Mohammad Reza Khanzadeh voor Iran | Interlands van Mohammad Reza Khanzadeh voor Iran | Interlands van Mohammad Reza Khanzadeh voor Iran | Interlands van Mohammad Reza Khanzadeh voor Iran | Interlands van Mohammad Reza Khanzadeh voor Iran |
| №                                                | Datum                                            | Wedstrijd                                        | Uitslag                                          | Competitie                                       | Goals                                            |
| Als speler bij Persepolis                        | Als speler bij Persepolis                        | Als speler bij Persepolis                        | Als speler bij Persepolis                        | Als speler bij Persepolis                        | Als speler bij Persepolis                        |
| ------------------------------------------------ | ------------------------------------------------ | ------------------------------------------------ | ------------------------------------------------ | ------------------------------------------------ | ------------------------------------------------ |
| 1                                                | 9 december 2012                                  | Iran – Jemen                                     | 2 – 1                                            | WAFF Championship                                |                                                  |
| 2                                                | 12 december 2012                                 | Iran – Bahrein                                   | 0 – 0                                            | WAFF Championship                                |                                                  |
| 3                                                | 15 december 2012                                 | Iran – Saoedi-Arabië                             | 0 – 0                                            | WAFF Championship                                |                                                  |
| 4                                                | 22 mei 2013                                      | Oman – Iran                                      | 3 – 1                                            | Vriendschappelijk                                |                                                  |
| Als speler bij Zob Ahan                          |                                                  |                                                  |                                                  |                                                  |                                                  |
| 5                                                | 3 maart 2014                                     | Iran – Koeweit                                   | 3 – 2                                            | AK 2015 kwalificatie                             |                                                  |
| 6                                                | 18 mei 2014                                      | Iran – Wit-Rusland                               | 0 – 0                                            | Vriendschappelijk                                |                                                  |
| 7                                                | 30 mei 2014                                      | Iran – Angola                                    | 1 – 1                                            | Vriendschappelijk                                |                                                  |
| 8                                                | 17 maart 2018                                    | Iran – Sierra Leone                              | 4 – 0                                            | Vriendschappelijk                                |                                                  |
| 9                                                | 23 maart 2018                                    | Tunesië – Iran                                   | 1 – 0                                            | Vriendschappelijk                                |                                                  |
| 10                                               | 27 maart 2018                                    | Iran – Algerije                                  | 2 – 1                                            | Vriendschappelijk                                |                                                  |
| 11                                               | 19 mei 2018                                      | Iran – Oezbekistan                               | 1 – 0                                            | Vriendschappelijk                                |                                                  |
| Als speler bij Al-Ahli                           |                                                  |                                                  |                                                  |                                                  |                                                  |
| 12                                               | 20 november 2018                                 | Iran – Venezuela                                 | 1 – 1                                            | Vriendschappelijk                                |                                                  |
| 13                                               | 24 december 2018                                 | Iran – Palestina                                 | 1 – 1                                            | Vriendschappelijk                                |                                                  |

Bijgewerkt op 20 augustus 2024.